# Bazilika sv. Stjepana
Bazilika svetog Stjepana, katolička je bazilika u mađarskom glavnom gradu Budimpešti posvećena mađarskom kralju Stjepanu I. Svetom, čije se relikvije nalaze u njoj. Konkatedrala je Ostrogonsko-budimpeštanske biskupije i treća najveća crkvena građevina u Mađarskoj. Izgrađena je jednake visine kao i Zgrada mađarskog parlamenta kao simbol jednake važnosti i ravnopravnosti svjetovne i crkvene vlasti.
Izgrađena je u neoklasicističkom stilu s tlocrtom grčkog križa i posvećena 1905. nakon 54 godine izgradnje. Bazilika je poznata po svojim zvonima, svako posvećeno nekom svecu, od kojih jedno doseže težinu od devet tona te su tijekom Drugog svjetskog rata bila korištena u vojne svrhe. Inače je bazilika trebala biti posvećena sv. Leopoldu, zaštitniku Austrije, ali je odluka promijenjena u zadnji tren.
Bazilika je poznata po održavanju orguljaških koncerata koje su tijekom povijesti održavali svi mađarski orguljaški koncert-majstori, kao i brojni strani glazbenici.

## Vanjske poveznice
- Službene stranice bazilike na mađarskom